# Tatsuhiko Kubo
Tatsuhiko Kubo (Fukuoka, 18 de junho de 1976) é um ex-futebolista profissional japonês aposentado.

## Carreira
Tatsuhiko Kubo se profissionalizou no Sanfrecce Hiroshima, em 1995.

## Seleção
Tatsuhiko Kubo integrou a Seleção Japonesa de Futebol na Copa da Ásia de 2000 no Líbano, sendo campeão.

## Títulos
Yokohama F. Marinos
- J-League 2003 e 2004

Japão
- Copa da Ásia: 2000